# Leonard W. Williams

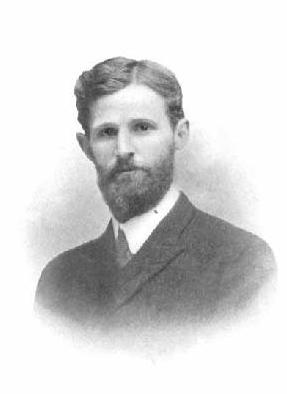
Leonard W. Williams

Leonard Worcester Williams (ur. 8 lipca 1875 w Muskogee, zm. 26 września 1912 w Bostonie) – amerykański anatom porównawczy i embriolog. Jako pierwszy opisał proces powstawania somitów.
Syn lekarza Masona F. Williamsa i Mary Worcester Williams. Uczył się początkowo w domu, potem w szkole przygotowawczej w Hanover w Indianie i w Hanover College, który ukończył w 1895 roku z tytułem licencjata (bachelor’s degree). Następnie przez dwa lata uczył przyrody w Henry Kendall College. Potem podjął studia medyczne na Uniwersytecie Princeton, gdzie jego nauczycielami anatomii byli Ulric Dahlgren i Charles F.W. McClure, i na Brown University, gdzie anatomię wykładał Hermon Carey Bumpus. W 1899 roku otrzymał tytuł Master of Arts, a w 1901 roku otrzymał tytuł doktora filozofii. W 1903 roku został docentem (assistant professor) na Brown University. W latach 1907–1912 był instruktorem anatomii porównawczej na Harvard Medical School. Zginął tragicznie w wypadku windy w budynku B Harvard University.
Należał do Phi Gamma Delta i International Association of Medical Museums (1910).
9 marca 1904 ożenił się z Marthą Reynolds Clarke, mieli dwoje dzieci, Mary Frances i Henry’ego Franklina.
Był autorem monografii poświęconej anatomii kalmara Loligo pealii. W swojej pracy z 1910 roku przedstawił jako pierwszy opis kształtowania się somitów, na przykładzie somitów kurzego zarodka.

## Prace
- The vascular system of the common squid, Loligo Pealii. Am. Naturalist 36, ss. 787-794 (1902)
- Notes on Marine Copepoda of Rhode Island. The American Naturalist 40 (1906)
- The Significance of the Grasping Antennae of Harpacticoid Copepoda. Science 25, ss. 225-226 (1907)
- The Stomach of the Lobster and the Food of Larval Lobsters (1907)
- The Later Development of the Notochord in Mammals. Am. J. Anat. 8, ss. 251-84 + 7 pl. (1908)
- The physiology of the stomach of higher Crustacea. Science 27, s. 490 (1908)
- The anatomy of the common squid, Loligo pealii, Lesueur (1909)
- The Somites of the Chick[7]. (1910)